# Hamnön
Hamnön, eiland met haven, is een van de eilanden van de Lule-archipel. De bedoelde haven ligt op de noordpunt van het eiland Hamnöhuvudet, kop van Hamnön. Daar omheen staan enige huizen. Het eiland steekt nog geen 20 meter boven zeeniveau uit en er zijn een paar meertjes. Het heeft geen oeververbinding. Er liggen andere eilanden in de buurt, Hamnögrundet naar het noordoosten en Hamnöörarna naar het zuidwesten.